# Harrisville (Virgínia de l'Oest)
Harrisville és una població dels Estats Units a l'estat de Virgínia de l'Oest. Segons el cens del 2000 tenia 1.842 habitants.

## Demografia
Segons el cens del 2000, Harrisville tenia 1.842 habitants, 780 habitatges, i 516 famílies. La densitat de població era de 433,7 habitants per km².
Dels 780 habitatges en un 27,1% hi vivien nens de menys de 18 anys, en un 51,3% hi vivien parelles casades, en un 11,2% dones solteres, i en un 33,8% no eren unitats familiars. En el 30,6% dels habitatges hi vivien persones soles el 15,6% de les quals corresponia a persones de 65 anys o més que vivien soles. El nombre mitjà de persones vivint en cada habitatge era de 2,26 i el nombre mitjà de persones que vivien en cada família era de 2,8.
Per edats la població es repartia de la següent manera: un 20,3% tenia menys de 18 anys, un 7,4% entre 18 i 24, un 29,3% entre 25 i 44, un 23,8% de 45 a 60 i un 19,3% 65 anys o més.
L'edat mediana era de 40 anys. Per cada 100 dones de 18 o més anys hi havia 86,5 homes.
La renda mediana per habitatge era de 28.750 $ i la renda mediana per família de 38.083 $. Els homes tenien una renda mediana de 27.200 $ mentre que les dones 20.040 $. La renda per capita de la població era de 15.158 $. Entorn del 17,5% de les famílies i el 22,4% de la població estaven per davall del llindar de pobresa.

## Poblacions més properes
El següent diagrama mostra les poblacions més properes.